# Président de la Diète de Pologne
Le président de la Diète de Pologne (en polonais : Marszałek Sejmu Rzeczypospolitej Polskiej, littéralement en français : maréchal de la Diète de la république polonaise) préside les travaux de la chambre basse du Parlement polonais.
Élu par ses pairs députés pour la durée de la législature, il préside les séances plénières et doit représenter son assemblée en Pologne et à l'étranger. Le président de la Diète est le deuxième personnage de l'État puisqu'il doit remplacer provisoirement le président de la république de Pologne si celui-ci ne pouvait plus assumer ses fonctions.
Szymon Hołownia assume cette fonction depuis le 13 novembre 2023.

## Fonctions
Le président de la Diète, élu parmi ses pairs, préside les travaux de la Chambre basse pour la durée d'une législature. Il préside les séances plénières, le présidium de l'assemblée et la conférence des présidents (Konwent Seniorów) durant laquelle est décidé l'ordre du jour. Quand le Parlement polonais est convoqué en session conjointe, il préside l'Assemblée nationale de la république de Pologne. Responsable du règlement, il doit le faire respecter dans l'hémicycle et le bâtiment de la Diète. Représentant des députés en Pologne et à l'étranger, il représente aussi la Diète lors des cérémonies officielles auxquelles il est convié. S'il ne peut honorer ses fonctions, il est remplacé par l'un des vice-présidents
Depuis 1989, le président de la Diète assure l'intérim de la présidence de la République en cas de démission, de décès ou d'incapacité du chef de l'État.

## Histoire
Selon l'écrivain de la Renaissance Stanisław Orzechowski (1513–1566), la fonction de maréchal de la Diète de la couronne de Pologne est apparue en 1564. À partir de 1570, le titre devient maréchal de la république des Deux Nations et reste ainsi jusqu'en 1793 (deuxième partage de la Pologne). La fonction est rétablie sous le duché de Varsovie de 1809 à 1813 et de nouveau de 1818 à 1831 sous le royaume du Congrès attribué par le congrès de Vienne à la Russie.
Elle renaît avec la Deuxième République polonaise de 1919 à 1939 et sous le régime communiste de 1947 à 1989. Le premier maréchal élu en 1989 (diète « contractuelle » en partie élue au suffrage libre) est Mikołaj Kozakiewicz (pl) (de 1989 à 1991). Et le premier maréchal de la Diète élue totalement librement est Wiesław Chrzanowski (pl) (de 1991 à 1993).